# Miguel Moya
Miguel Moya y de Ojanguren (Madrid, 30 de mayo de 1856-San Sebastián, 19 de agosto de 1920) fue un periodista, académico y político español. Fue senador y diputado desde 1895 a 1925 en las Cortes de la Restauración, además del director del periódico El Liberal y presidente de la Sociedad Editorial de España.

## Biografía

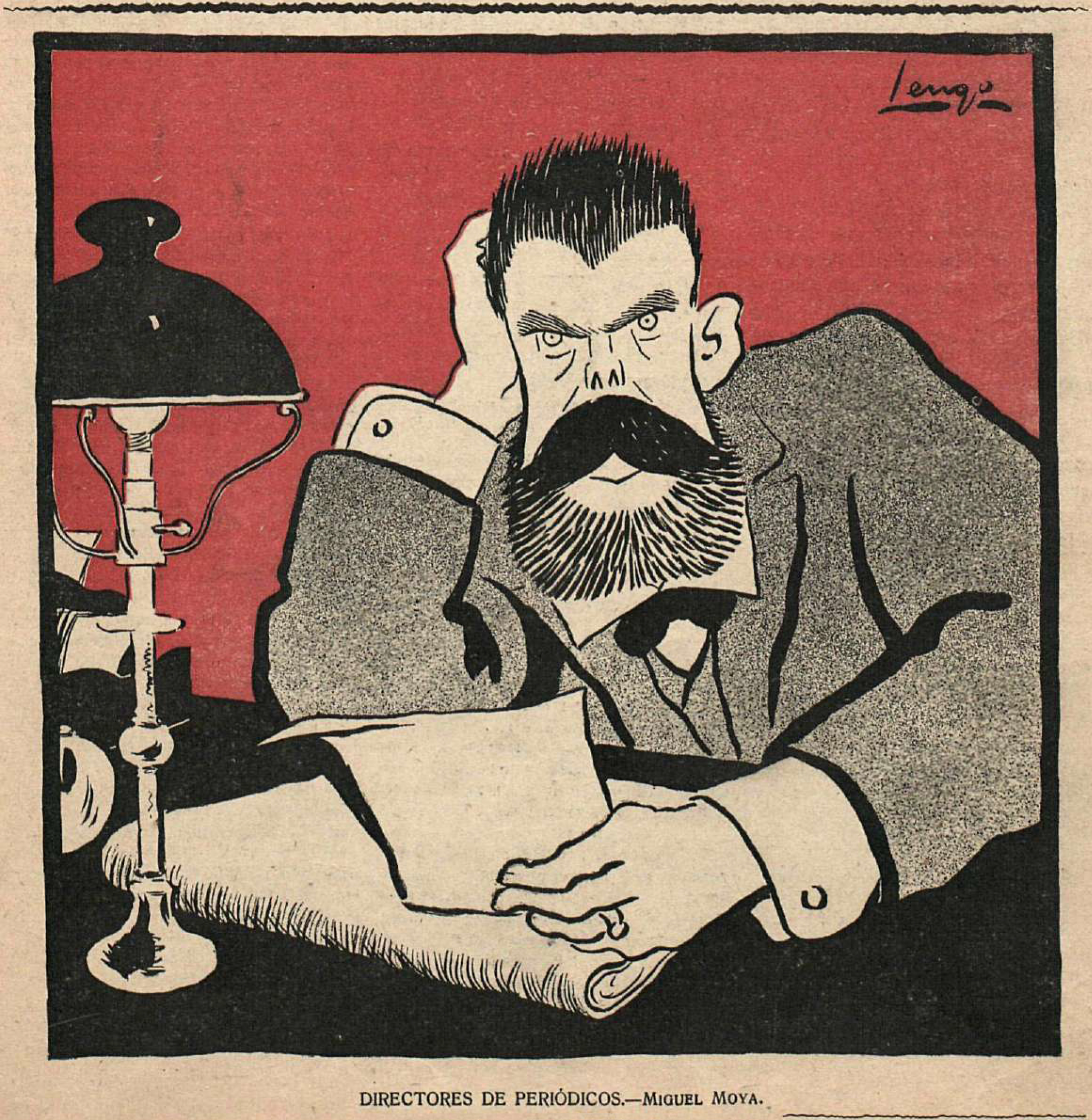
Caricatura de Moya, obra de Lengo, publicada en Alma Española (1904).

Nació en Madrid en 1856, en la calle del Salitre. A lo largo de su trayectoria profesional ocupó diferentes cargos de diversas publicaciones de prensa. Fue director de El Comercio Español entre 1877-1887, director de La Ilustración Hispano-Portuguesa en 1886, redactor de La Democracia y La América, entre 1879 y 1882, y director de El Liberal, desde 1890 hasta 1906.

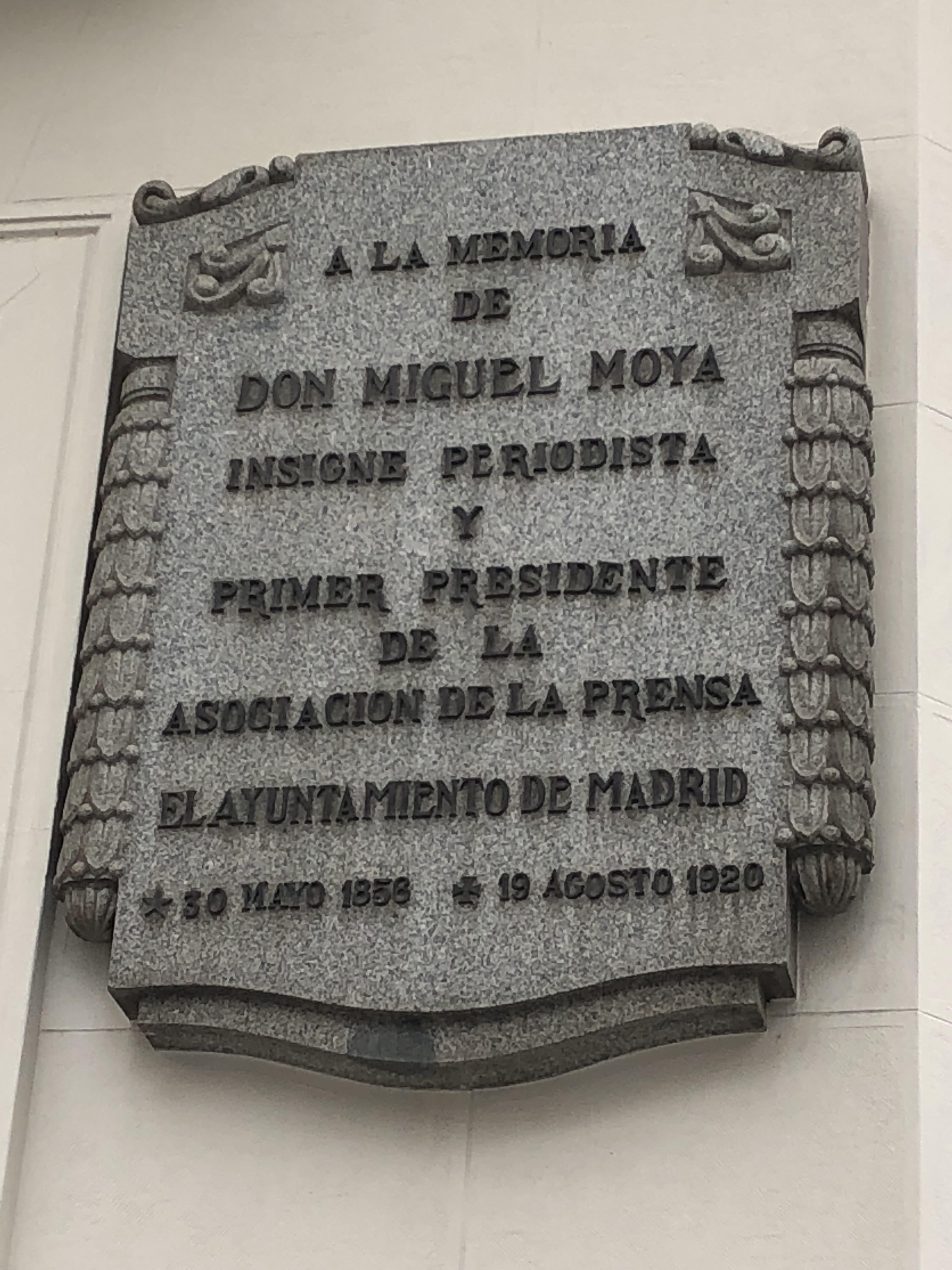
Placa honorífica dedicada a Miguel Moya en el barrio de Salamanca de Madrid.

Ocupó la presidencia de Sociedad Editorial de España en 1906, que agrupaba a El Liberal, El Imparcial y el Heraldo de Madrid. La Sociedad Editorial de España, también conocida como «el Trust», fue un importante instrumento de defensa de la prensa  y de los periódicos en ella agrupados.
En el plano político, tras ser varias veces diputado en circunscripciones de Cuba, Puerto Rico y el distrito oscense de Fraga —en este último en las elecciones de 1901, 1903 y 1905—, «heredó» en 1907 el distrito de Huesca dejado por el cacique local Manuel Camo cuando este optó a una plaza en el Senado, revalidando dicho escaño en las elecciones de 1910, 1914, 1916, 1918 y 1919.
Fue el fundador y el primer presidente de la Asociación de la Prensa de Madrid, cargo que ocupó desde 1895 hasta 1920. A su labor periodística se une la de político con representación parlamentaria en Congreso y Senado durante más de veinte años.
Fue académico de la Real Academia de Jurisprudencia y Legislación y vicepresidente en la Sección de Derecho Político de esta institución. Casado con Belén Gastón de Iriarte y Díaz de Arcaya, fue suegro de Gregorio Marañón por matrimonio de su hija Dolores. Falleció el 19 de agosto de 1920 en San Sebastián.